# Директорат цивилног ваздухопловства Републике Србије
Директорат цивилног ваздухопловства Републике Србије (енгл. Civil Aviation Directorate of the Republic of Serbia) јавна је агенција и национално регулаторно и надзорно тело Републике Србије у ваздушном саобраћају, која обавља послове државне управе у складу са Законом о ваздушном саобраћају Републике Србије. Основни задатак Директората је континуиран рад на унапређењу услова за сигуран, безбедан и на друге начине обезбеђен ваздушни саобраћај по међународним стандардима
Директорат све задатке, из њене надлежности, обављају у складу са Законом о ваздушном саобраћају Републике Србије и прописима и директивама Европске уније. Такође од доноси; прописе и управне акте, издаје јавне исправе, води евиденције, обавља проверу над ваздухопловним субјектима, учествује у раду међународних ваздухопловних организација и институција и њихових радних тела, сарађује с надлежним органима других држава.
Директорат је национално надзорно тело Републике Србије у ваздушној пловидби, која ради и према прописима Европске уније, и као такав издаје сертификате о оспособљености за пружање услуга у ваздушној пловидби и проверава да ли пружаоци услуга у ваздушној пловидби и даље испуњавају услове за пружање услуга.

## Историја
Након распада Социјалистичке Федеративне Републике Југославије 1990-их година престало је са радом Савезно министарство саобраћаја и телекомуникација, а уместо њега са радом су наставили Савезна управа за контролу летења и Савезни ваздухопловни инспекторат, као органи државне заједнице Србија и Црна, док је Сектор за ваздушни саобраћај прешао, као одвојена целина, у састав Министарства саобраћаја и телекомуникација Републике Србије.
Првог јула 2003. донета је одлука, на Влади Републике Србије и Влади Републике Црне Горе дс да се образују заједничке органи у оквиру СРЈ до коначно дефинисања односа у новој држави, оснује Директорат за цивилно ваздухопловство и Агенција за контролу летења. Директорат цивилног ваздухопловства државе Србије и државе Црне Горе није био орган државне заједнице Србија и Црна Гора, већ заједнички орган две државе, Србије и Црне Горе, који је уговорно заснован истоветним одлукама две владе. Оснивачи Директората биле су држава Србија и држава Црна Гора.
Тако је новонастали Директорат преузео особље, финансијска средства и предмете из Сектора за ваздушни саобраћај и Савезног ваздухопловног инспектората, као сукцесор Сектора за ваздушни саобраћај и Савезног ваздухопловног инспектората. Поред надлежности, оличене у атрибутима власти (јавним овлашћењима),  Директорат цивилног ваздухопловства државе Србије и државе Црне Горе  почео је да ради 1. јануара 2004 .године на адреси Омладинских бригада бр.1 у Новом Београду (зграда некадашњег СИВ-а III).
Након распада СР Југославије и раздвајања двеју република, Влада Републике Србије преузела је оснивачка права и 23. јуна 2006. године ваздухопловна власт у Србији наставила је да функционише у оквиру Директората цивилног ваздухопловства Републике Србије, као национално надзорно тело Републике Србије у ваздушној пловидби, према прописима Европске уније, које  издаје сертификате о оспособљености за пружање услуга у ваздушној пловидби и проверава да ли пружаоци услуга у ваздушној пловидби и даље испуњавају услове за пружање услуга.

## Надлежност директората
У оквиру својих надлежности Директорат цивилног ваздухопловства Републике Србије обавља следеће послове који доприносе континуираном јачању безбедности ваздушног саобраћаја:
- Доноси ваздухопловне и друге прописе и управнааката,
- Издаје јавне исправа (сертификата, односно  дозвола), и то: Организацијама за обављање јавног авио-превоза и обављање других делатности у ваздушном саобраћају; ваздухопловно-техничким организацијама која обављају послове пројектовања, производње, испитивања која претходе утврђивању типа, одржавања и обезбеђивања континуиране пловидбености ваздухоплова и других ваздухопловних производа, делова, уређаја и опреме, оператерима аеродрома, хелидрома, летилишта, центрима за обуку ваздухопловног особља,  здравственим установама које врше преглед ваздухопловног особља, организацијама које обављају преглед обезбеђивања на аеродрому, ваздухопловном особљу,
- Обавља  основне и периодичне провере (одита), ради утврђивања да ли објекат провере испуњава услове за обављање делатности или пружање услуга у ваздухопловству;
- Врши инспекцијски надзор над спровођењем Закона о ваздушном саобраћају, и других аката,
- Сарадђује са надлежним органима других држава;
- Издаваје потврда о пловидбености ваздухоплова и уверења о регистрацији ваздухоплова;
- Учествује у припреми Националног програма безбедности у цивилном ваздухопловству;
- Прописује услова под којима се успоставља и користи Систем управљања безбедношћу;
- Даје сагласност  ваздухопловним субјектима за успостављање и коришћење Система управљања безбедношћу;
- Даје сагласност ваздухопловним субјектима на Безбедносну анализу за функционалне промене;
- Спроводи Нацоналног програм за обезбеђивање у ваздухопловству,
- Води јавне књиге, Регистра ваздухоплова и Евиденцију ваздухоплова, регистра аеродрома и регистра ваздухопловног особља;
- Издаје дозвола за обављање редовног и ванредног јавног авио-превоза, дозволе за транспорт наоружања и војне опреме и опасних материја ваздушним путем;
- Прописује које се исправе и књиге морају налазити у ваздухоплову у току лета;
- Издаје сагласност на услове за пројектовање и изградњу аеродрома, хелиодрома, летелишта и ваздухопловних објеката;
- Организације и управља системом трагања за ваздухопловом и спасавање лица;
- Управљање квалитетом и врши обуку  у цивилном ваздухопловству.